# Оливер Твист (фильм, 1948)
«О́ливер Твист» (англ. Oliver Twist) — кинофильм режиссёра Дэвида Лина, вышедший на экраны в 1948 году. Экранизация романа Чарльза Диккенса «Приключения Оливера Твиста». В списке лучших британских фильмов по версии Британского института кино лента располагается на 46-м месте.

## Сюжет
Молодая беременная женщина с трудом добирается сквозь бурю до приходского работного дома, расположенного где-то в английской провинции. Здесь она дает жизнь ребёнку и испускает дух. Мальчик, названный Оливером Твистом, воспитывается в работном доме, страдая от недоедания и тяжелой работы. В девятилетнем возрасте его отправляют учеником к местному гробовщику. Жена гробовщика, подмастерье и работница плохо относятся к Оливеру. После того, как они колотят мальчика, тот сбегает в Лондон, где сталкивается с подростками-грабителями во главе с Феджином.
Преступники берут Оливера на «дело». Около книжного магазина двое мальчишек вытаскивают платок из кармана покупателя. Оливер, испугавшись, бросается бежать, покупатель гонится за ним, пока его не сбивает с ног прохожий. Оливера доставляют в суд, где его оправдывают, так как продавец указывает на других мальчишек. Тот самый покупатель решает усыновить Оливера.

## В ролях

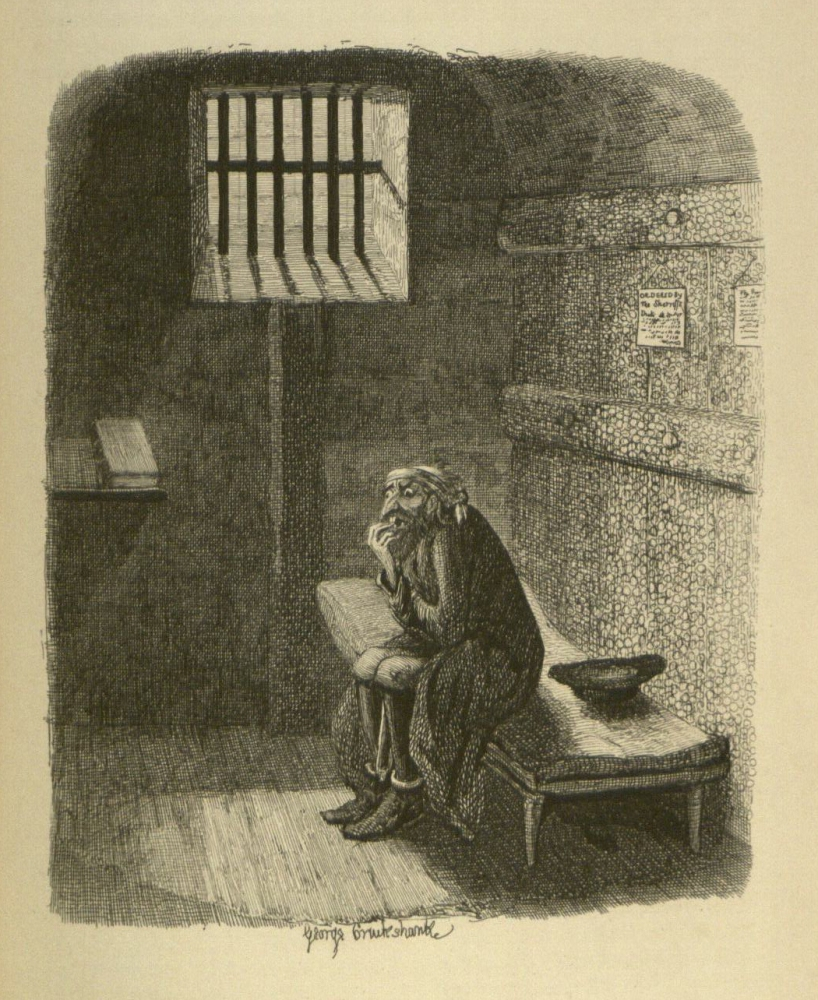
Феджин в камере (1838). Рисунок Джорджа Крукшенка, иллюстрирующий сходство с персонажем Алека Гиннесса

| Актёр             | Роль                        |
| ----------------- | --------------------------- |
| Джон Говард Дэвис | Оливер Твист                |
| Алек Гиннесс      | Феджин                      |
| Роберт Ньютон     | Билл Сайкс                  |
| Кэй Уолш          | Нэнси                       |
| Генри Стивенсон   | мистер Браунлоу             |
| Фрэнсис Салливан  | мистер Бамбл                |
| Энтони Ньюли      | Ловкий Плут (Артфул Доджер) |
| Ральф Труман      | Монкс                       |
| Мэри Клер         | миссис Корни                |
| Жозефина Стюарт   | мать Оливера                |
| Диана Дорс        | Шарлотта                    |

## Советский дубляж
Фильм дублирован на киностудии имени Максима Горького. Режиссёр дубляжа Эдуард Волк, звукооператор Ю. Миллер.

### Роли дублировали
| Актёр             | Роль                        |
| ----------------- | --------------------------- |
| Тамара Дмитриева  | Оливер Твист                |
| Яков Беленький    | Феджин                      |
| Дмитрий Дубов     | Билл Сайкс                  |
| Надежда Самсонова | Нэнси                       |
| Сергей Вечеслов   | мистер Браунлоу             |
| Николай Рыжов     | мистер Бамбл                |
| Агарь Власова     | Ловкий Плут (Артфул Доджер) |
| Алексей Алексеев  | Монкс                       |
| Лидия Королёва    | миссис Корни                |
| Борис Баташев     | мистер Сауербери            |

## Интересные факты
- В 1948 году фильм участвовал в конкурсе Венецианского кинофестиваля и получил приз за лучшую работу художника. В следующем году лента номинировалась на премию BAFTA за лучший британский фильм.
- Для создания образа Феджина Алек Гиннесс был вынужден использовать большой накладной нос и другой грим, созданный гримёром Стюартом Фриборном, чем достигалось сходство экранного персонажа с иллюстрациями к первому изданию романа Диккенса, созданными Джорджем Крукшенком. Этот образ Феджина был подвергнут критике как антисемитский, в результате чего фильм был выпущен в американский прокат лишь в 1951 году.